# Al Aoula
Al Aoula (in arabo الأولى‎?, lett. 'La Prima'), è il primo canale televisivo pubblico marocchino fondato a Rabat nel 1961.
Al Aoula ha iniziato le sue trasmissioni in bianco e nero nel periodo successivo all'indipendenza, il colore SÉCAM è stato introdotto solo nel 1972.
Il 28 aprile 2007, TVM cambia nome per diventare Al Aoula e presenta i suoi nuovi programmi che sono più vicini ai suoi telespettatori.

## Direttori
- Faisal Laraichi: Direttore generale
- Ali Bouzerda: Direttore delle informazioni
- El Arabi Bouddane: Direttore dei Programmi
- Fatima El Moumen: Direttore delle Relazioni Internazionali
- Said Zaddouk: Direttore dello sport

## Alcuni programmi televisivi
- Hiwar, programma politico
- Macharif, programma educativo e culturale
- Assarag, programma in lingua berbera che racconta l'attualità del Marocco
- Minsounan arrasoul, programma religioso
- Oukla Fi Daqaiq, programma di cucina
- Sanabil, programma per bambini
- Men dar ldar, serie televisiva
- Fi dakira, programma che racconta la storia dei cantanti marocchini
- Caméra Al Aoula, programma cinematografico
- Lalla laâroussa, programma di intrattenimento (il primo reality marocchino)
- Biladi, programma che parla dei marocchini residenti all'estero
- Moudawala, programma culturale